# Blaublitz Akita
Blaublitz Akita (ブラウブリッツ秋田 Burauburittsu Akita?) es un club de fútbol de Japón ubicado en la ciudad de Akita, en la prefectura homónima. Fue fundado en 1965 y juega en la J2 League tras estar previamente en la Japan Football League (JFL), la tercera división del sistema de fútbol japonés. Debido a que el club antiguamente era propiedad de TDK, la mayoría de los jugadores son empleados de la fábrica de Akita de TDK.

## Historia

### TDK SC (1965-2009)
El club fue fundado en 1965 con el nombre de TDK SC, como una parte de TDK, la empresa de artículos electrónicos. Ascendió a la Liga Regional de Tohoku en 1982 y disputó la Japan Soccer League (JSL) Division 2 en 1985 y 1986/87.
En 2006, obtuvo el título de la Liga Regional de Tohoku por quinta vez consecutiva. Por dicho motivo fue automáticamente ascendido a la Japan Football League (JFL) tras ganar los playoffs de la Liga Regional Nacional.
El equipo ha anunciado que se separaría de su compañía matriz y se uniría a la J. League si la posición anual final del club permitiera la promoción.

### Blaublitz Akita (2010-actualidad)
En mayo de 2009, TDK anunció que el club de fútbol se independizaría para la temporada 2010 y que estaría afincado en Akita. Más tarde en 2010 el nombre del club fue cambiado a “Blaublitz Akita”. Blau y Blitz significan azul y relámpago en alemán, respectivamente.
El club ingresó en la J3 League para la temporada 2014. El club terminó 8.º en cada uno de sus primeros dos años en la competencia profesional. En temporada 2017 ganaron el título, pero por no tener licencia para competir en la J2 League se quedaron. Obtuvieron una licencia en 2018 y por fin ganaron otra vez el título en la temporada 2020, ascendiendo a segunda división por primera vez en 34 años.

## Uniforme
- Uniforme titular: Camiseta celeste, pantalón celeste, medias celestes.
- Uniforme alternativo: Camiseta blanca, pantalón blanco, medias blancas.

| Titular | Alternativo |

## Jugadores

### Jugadores destacados
La siguiente lista recoge algunos de los futbolistas más destacados de la entidad.
| Japón - Hirochika Miyoshi (2010-2015) - Itsuki Yamada (2017-) - Jumpei Saito (2015) |

## Récord
| Año  | Div. | Eqs. | Pos. | Asistencia/P | Copa del Emperador |
| ---- | ---- | ---- | ---- | ------------ | ------------------ |
| 2007 | JFL  | 18   | 13   | 983          | Cuarta ronda       |
| 2008 | JFL  | 18   | 13   | 951          | Primera ronda      |
| 2009 | JFL  | 18   | 10   | 741          | Primera ronda      |
| 2010 | JFL  | 18   | 8    | 1.256        | Segunda ronda      |
| 2011 | JFL  | 18   | 14   | 1.274        | Segunda ronda      |
| 2012 | JFL  | 17   | 13   | 1.136        | Segunda ronda      |
| 2013 | JFL  | 18   | 8    | 1.768        | Segunda ronda      |
| 2014 | J3   | 12   | 8    | 1.773        | Segunda ronda      |
| 2015 | J3   | 13   | 8    | 1998         | Segunda ronda      |
| 2016 | J3   | 16   | 4    | 2.425        | Segunda ronda      |
| 2017 | J3   | 17   | 1    | 2,364        | Primera ronda      |
| 2018 | J3   | 17   | 8    | 2,839        | Primera ronda      |
| 2019 | J3   | 18   | 8    | 1,576        | Primera ronda      |
| 2020 | J3   | 18   | 1    | 1,221        | Semifinales        |
| 2021 | J2   | 22   | 13   | 2,097        | Primera ronda      |

Notas
- Eqs. = Número de equipos
- Pos. = Posición en liga
- Asistencia/P = Asistencia por partido

## Rivalidades

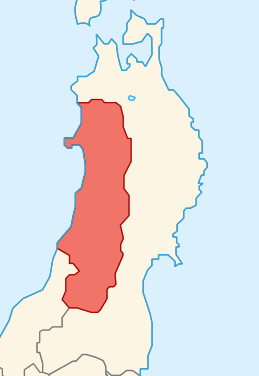
Provincia de Dewa

Derbi de Tohoku
El derbi de Tohoku considera a todos los enfrentamientos de los clubes de la región de Tohoku con excepción del derbi de Michinoku, es decir que en el participan el Vanraure Hachinohe, Grulla Morioka, Vegalta Sendai, Blaublitz Akita, Montedio Yamagata y Fukushima United. También existe un derbi de Tohoku en la JFL enfrentando al ReinMeer Aomori y el Sony Sendai.
Derbi de Dewa (Ōu Honsen)

La rivalidad con el Yamagata se conoce como derbi de Dewa por la antigua provincia que agrupaba sus respectivas prefecturas.

## Palmarés

### Títulos nacionales
- J3 League (2): 2017, 2020
- Liga Japonesa de Ascenso (1): 2006
- Liga Regional de Tohoku (11): 1982, 1983, 1984, 1988, 1989, 2000, 2002, 2003, 2004, 2005, 2006